# Insegnamenti bahá'í
Gli insegnamenti bahá'í sono l'insieme di insegnamenti, sociali e morali, che stanno alla base della Fede bahá'í. Sono stati promulgati da Baháʼu'lláh, il fondatore della Fede, e chiariti ed esemplificati anche dagli autorizzati interpreti dei suoi scritti: 'Abdu'l-Bahá, figlio di Baháʼu'lláh, e da Shoghi Effendi, nipote di 'Abdu'l-Bahá e da lui nominato Custode della Fede. Tali apprendimenti, assieme alle sacre Scritture di Religioni del passato, tra cui il Corano, l'Antico e il Nuovo Testamento, sono considerati dai Bahá'í rivelati da Dio.
Gli insegnamenti baháʼí includono una 'Teologia' sull'inconoscibilità di Dio, che si palesa però all'uomo attraverso la Sua creazione e i Suoi Messaggeri, che nelle varie epoche hanno via via preparato il terreno e insegnato alle popolazioni del mondo precetti favorenti l'armonia e l'etica tra gli esseri umani, indipendentemente dal genere, dalla razza e dalla classe, e oggigiorno chiarito la necessaria concordia tra scienza e religione, l'istruzione universale obbligatoria, l'eliminazione degli estremi di ricchezza e povertà, l'origine divina di tutte le religioni, un'unica lingua mondiale ausiliaria alla lingua materna, e vari altri insegnamenti costruttivi.

## Compendio
I principi fondanti e distintivi degli insegnamenti bahá'í sono l'amore universale e l'unità dell'umanità, che sono impliciti alla regola aurea e armonici ad evoluti principi sociali.
Shoghi Effendi, guida e Custode della Fede dal 1921 al 1957, fece l'elenco di quelli che considerava i principi distintivi degli insegnamenti di Bahá'u'lláh, che, assieme alle leggi e ordinanze del Kitáb-i-Aqdas costituiscono il fondamento della Fede baháʼí, essi sono: La ricerca indipendente della verità, libera dalla superstizione o dalla tradizione. L'unicità dell'intera razza umana, come valore cardine e recettore fondamentale della Fede. L'unità di base di tutte le Religioni. La condanna d'ogni forma di pregiudizio, religioso, razziale, di classe o nazionale. L'armonia necessaria tra religione e scienza. L'uguaglianza tra uomini e donne, paragonati a due ali per il genere umano, il cui forte rafforzamento permetterà di librarsi verso alti orizzonti sociali e spirituali. L'introduzione dell'istruzione obbligatoria planetaria. L'adozione di una lingua ausiliaria universale. L'abolizione degli estremi di ricchezza e povertà. L'istituzione di un tribunale mondiale e del suo arbitrato per la risoluzione delle controversie tra nazioni. L'elevazione del lavoro, se eseguito in spirito di servizio, al grado di adorazione a Dio. La glorificazione della giustizia come principio dominante nella società umana e la promozione della religione come insegnamento e baluardo per la protezione di tutti i popoli e le nazioni. La costruzione di una pace universale e permanente come obiettivo necessario all'umanità. Questi si distinguono come dei fattori essenziali, che Bahá'u'lláh ha proclamato.

## Unità
Ci sono tre affermazioni fondamentali nella Fede baháʼí, a volte definite 'le tre unità', che costituiscono gli insegnamenti fondamentali della religione. Queste sono l'unità di Dio, l'unità della religione e l'unità dell'umanità. Gli scritti baháʼí affermano che esiste un unico Dio Eterno e Onnipotente, che rivela il Suo messaggio attraverso una serie di Messaggeri o Educatori divini. Tali sono i fondamenti sostanziali di un'unica Religione che viene rivelata gradualmente e progressivamente, a una sola e variegata umanità, costituita da esseri umani tutti dotati di un'anima razionale, che portano avanti la civiltà in continua evoluzione, e che differiscono solo in base al colore della pelle, alla cultura e all'educazione. Quest'idea è fondamentale non solo per spiegare il credo bahá'í, ma anche per chiarire l'atteggiamento che i bahá'í hanno nei confronti delle altre Religioni, che considerano tutte ispirate dall'unico Dio nel Suo grande Piano educativo dell'umanità. L'adesione di persone d'ogni etnia e cultura del mondo a questa Fede inclusiva e progressiva ha portato alla diversità demografica della comunità baháʼí che oggi è la seconda Fede più diffusa al mondo, in senso geografico con la sua letteratura che è stata tradotta in oltre 800 lingue.

## L'unicità di Dio
Il punto di vista dei baháʼí su Dio è monoteistico. Dio è l'Eterno Essere esistente da Sé, che è la fonte di un'infinita creazione. È descritto come "un Dio personale, inconoscibile, inaccessibile, sorgente di tutta la Rivelazione, Eterno, Onnisciente, Onnipresente e Onnipotente". Sebbene trascendente e direttamente inaccessibile, la sua grandezza si riflette nella sua creazione. Lo scopo della creazione è che l'umanità abbia la capacità di scoprirne le leggi e le meraviglie e quindi conoscere e amarne di riflesso il Creatore.
Nella visione baháʼí, sebbene le umane culture e le Religioni variano nelle proprie concezioni su Dio e sulla Sua natura, i diversi riferimenti a Dio si riferiscono comunque allo stesso Essere inconoscibile. Le recepite differenze, invece di essere considerate aspetti inconciliabili di culture reciprocamente esclusive, sono viste come pietre miliari che sono state necessarie allo sviluppo e alla crescita spirituale in scorse epoche e società quando sono stati rivelati i graduali e innovativi messaggi divini.
Gli insegnamenti baháʼí affermano che Dio essendo il Creatore di tutto ciò che esiste è troppo sublime perché gli esseri umani Ne possano sviluppare una conoscenza diretta, pur essendo gli uomini all'apice della Sua creazione. Nella comprensione baháʼí, le qualità che gli uomini attribuiscono a Dio, come l'Onnipotente o l'Amorevolissimo, ecc. dipendono da terrene esperienze limitate alla loro realtà. Baháʼu'lláh ha insegnato che la conoscenza di Dio è limitata a quegli attributi e qualità che sono da noi percepibili, e quindi la conoscenza diretta di Dio non è possibile all'uomo. Baháʼu'lláh afferma inoltre che la conoscenza degli attributi di Dio viene rivelata e spiegata all'umanità attraverso i Suoi Messaggeri.
"Poiché la nostra conoscenza delle cose, anche di quelle create o materiali, è una conoscenza degli attributi e non della loro essenza, com'è possibile allora comprendere l'illimitata Realtà della Divinità nella sua eterna essenza?". "Conoscere Dio significa quindi conoscere e guardare ai Suoi attributi, ma non la Sua Realtà. Inoltre, anche la conoscenza dei Suoi attributi arriva solo fin dove i poteri e le capacità umane lo consentono e rimane del tutto inadeguata."
Qualunque idea di Dio possiamo farci, essa «è solo un concetto adatto ad una realtà intellettuale umana. Non è una realtà misurabile, poiché il concetto di Dio trascende l'umana capacità di comprensione». La vera conoscenza di Dio è nel far nostre le Sue qualità, ossia nel riverbero dei Suoi attributi nel cuore dell'uomo, nelle attività umane e, soprattutto si possono apprendere correttamente dagli insegnamenti delle Manifestazioni di Dio. Gli insegnamenti baháʼí affermano inoltre che uno può avvicinarsi a Dio attraverso la preghiera, la meditazione, lo studio degli Scritti sacri e nel servizio al prossimo e all'umanità.

## L'unità del genere umano

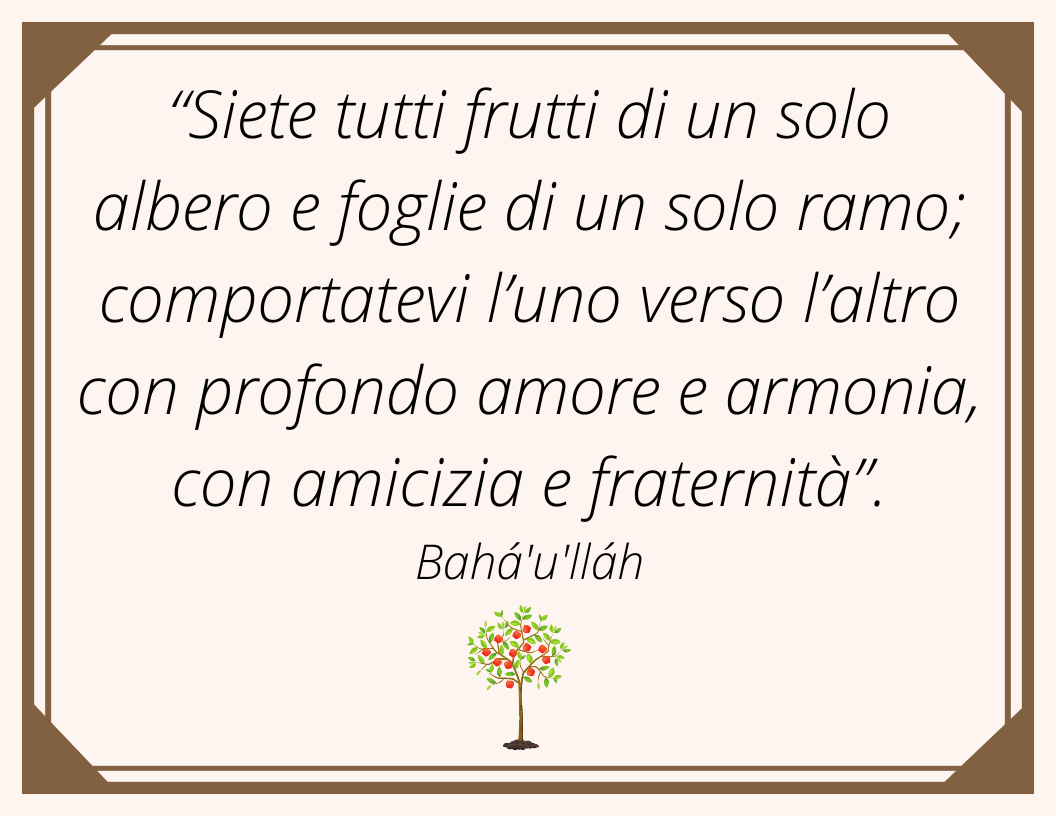
Brano dagli Scritti di Bahá'u'lláh

Gli Scritti baháʼí insegnano che esiste una sola umanità e che tutte le persone sono uguali agli occhi di Dio. La Fede baháʼí sottolinea l'unità dell'umanità - trascendendo tutte le divisioni di etnia, nazione, genere, casta e classe sociale - mentre ne celebra le diversità. 'Abdu'l-Bahá afferma che l'unificazione del genere umano è ormai diventata "la questione di primaria importanza nelle condizioni religiose e politiche del mondo." Gli Scritti baháʼí attestano l'unità biologica, politica e spirituale dell'umanità. Bahá'u'lláh ha scritto: "Siete tutti frutti di un solo albero e foglie di un solo ramo; comportatevi l'uno verso l'altro con profondo amore e armonia, con amicizia e fraternità". 
Per quanto riguarda l'unità a livello biologico, gli Scritti baháʼí affermano che le differenze tra le varie razze, nazioni ed etnie sono o superficiali (ad esempio il colore della pelle) o il risultato di differenze nelle condizioni sociali o nell'istruzione. Uno degli insegnamenti fondamentali nella Fede baháʼí è l'eliminazione di tutte le forme di pregiudizio, che comprende non solo l'eliminazione del pregiudizio razziale, ma anche quello di altre forme di pregiudizio come la discriminazione sessuale.
Gli Insegnamenti baháʼí affermano che mentre la diversità etnica e culturale continuerà ad esistere, l'alleanza primaria dell'umanità sarà verso un'umanità unica piuttosto che verso qualsiasi gruppo secondario come razza, nazione o etnia. Si arriverà a un termine ultimo e definitivo non solo delle guerre, ma anche nella rivalità tra fazioni o gruppi. Il futuro del mondo umano è nella consultazione e nella collaborazione.
Mentre gli Scritti baháʼí insegnano l'unità mondiale e dei suoi popoli, l'unità non è equiparata all'uniformità. Piuttosto, gli Scritti baháʼí confermano il valore della diversità culturale, nazionale e individuale attraverso il principio di "Unità nella diversità", spiegando che pur riconoscendo l'unità dell'umanità, la diversità culturale dovrebbe essere celebrata. L'unità nella diversità è comunemente descritta negli Scritti baháʼí attraverso l'analogia dei fiori di un giardino, dove i diversi colori dei fiori arricchiscono la bellezza del giardino.
Né essa [la Fede baháʼí] trascura, o s'attenta di sopprimere, le differenze di origine etnica, di clima, storia, lingua e tradizioni, pensiero e costumi, che diversifica i vari popoli e nazioni del mondo... La sua parola d'ordine è unità nella diversità…"

## L'unicità della religione
Gli insegnamenti della Fede baháʼí affermano che esiste una sola Religione che viene progressivamente rivelata da Dio, attraverso i suoi Profeti/Messaggeri all'umanità, man mano che essa matura e cresce nelle sue capacità di comprensione. Le differenze esteriori nelle Religioni, affermano gli Scritti baháʼí, sono dovute alle esigenze dei tempi e dei luoghi in cui ciascuna Religione è stata rivelata. Baháʼu'lláh ha affermato di essere il più recente, ma non l'ultimo, in una serie di Educatori divini che includono Gesù, Buddha, Maometto e altri.
Gli Scritti baháʼí sostengono che la natura essenziale dei Messaggeri di Dio è duplice: sono allo stesso tempo umani e divini. Sono divini in quanto provengono tutti dallo stesso Dio, espongono i Suoi insegnamenti, e quindi possono essere visti nella stessa luce; ma allo stesso tempo sono individui a sé stanti, conosciuti con nomi diversi, che compiono missioni definite e sono incaricati di Rivelazioni specifiche. Baháʼu'lláh in molti scritti afferma che negare uno qualsiasi dei Messaggeri di Dio equivale a negare tutti loro, e Dio stesso. Per quanto riguarda le relazioni di questi Educatori divini (che i baháʼí chiamano "Manifestazioni di Dio") Baháʼu'lláh scrive:
"Egli ha manifestato agli uomini gli Astri della Sua guida divina, i Simboli della Sua unità divina e ha stabilito che conoscere queste sante Persone equivalga a conoscere la Sua Persona. Chi riconosce Loro ha riconosciuto Dio. Chi porge orecchio al Loro appello ha porto orecchio alla Voce di Dio e chi attesta la verità della Loro Rivelazione ha attestato la verità di Dio Stesso. Chi s'allontana da Loro s'è allontanato da Dio e chi non crede in Loro non ha creduto in Dio. Ciascuno di Loro è la Via di Dio che unisce questo mondo coi reami superni e lo Stendardo della Sua Verità per tutti coloro che sono nei regni della terra e del cielo. Essi sono le Manifestazioni di Dio fra gli uomini, le testimonianze della Sua Verità e i segni della Sua gloria." (Spigolature pp. 49–50, XXI)

## Rivelazione progressiva
I Bahá'í credono che Dio riveli la Sua volontà al genere umano in modo adatto e periodico, per mezzo di Messaggeri / Profeti (Manifestazioni di Dio). Ogni Messaggero porta una Religione e stabilisce un Patto coi propri seguaci. Questo processo di Rivelazione progressiva, secondo gli scritti baháʼí, non è mai cessato. Questa credenza è molto dissimile (o anche contraria) alle interpretazioni di molti credi secolarizzati, i quali spesso insistono nella sola finalità del loro Profeta / Messaggero. Il tema unificante delle Rivelazioni successive portato dalle Manifestazioni di Dio è quello di accompagnare la necessità evolutiva secondo la quale ciascuna Manifestazione di Dio porta all'umanità un'ulteriore misura di Rivelazione che espande e delucida gli insegnamenti della Religione precedente.Le particolarità nelle Rivelazioni apportate dalle Manifestazioni di Dio sono quindi non inerenti alle capacità della Manifestazione stessa, ma sono invece necessarie a vari fattori secolari, sociali e umani; tali differenze sono appropriate ai  "mutevoli bisogni" ed alle "cangianti esigenze del tempo in cui... furono rivelati"  e alla "capacità spirituale" dell'umanità. Queste specificità volte alla crescita sono state necessarie e adeguate poiché la società umana s'è lentamente e gradualmente evoluta attraverso fasi sempre più mature di legami e di unificazione, dalla famiglia alla tribù e poi alle nazioni... e in vista c'è la 'cittadinanza mondiale'.
La verità religiosa è, quindi, relativa ai suoi destinatari umani e non relativa a Dio; e ogni Messaggero ha gradualmente proclamato eterne verità morali e spirituali che sono state ribadite e rinnovate dal Messaggero seguente. Essi hanno donato e adattato il Loro messaggio per favorire la particolare evoluzione spirituale e materiale dell'umanità esistente al momento della Loro apparizione. Secondo i Baháʼí, poiché le capacità e le ricettività spirituali dell'umanità sono progredite nel tempo, procede la misura con cui tali verità spirituali sono state e vengono via via esposte.
Baháʼu'lláh ha spiegato che la necessità di successivi Messaggeri è paragonabile all'arrivo della nuova primavera, che porta nuova vita in un mondo dove sono stati trascurati e si sono quindi inariditi gli insegnamenti della Dispensazione precedente.  In un'altra sua analogia, paragona il mondo al corpo umano, e la Rivelazione divina a una nuova veste di "giustizia e saggezza" che ogni uomo deve indossare, per migliorare sé stesso e di conseguenza il mondo.
Nel Kitáb-i-Íqán Baháʼu'lláh accenna al fatto che Dio rinnova la "Città di Dio" circa ogni mille anni, e menziona specificamente che un'altra Manifestazione di Dio non apparirà prima di mille anni dall'inizio della Rivelazione di Baháʼu'lláh stesso.

## La religione come scuola
Le antiche e divine Religioni sono considerate, negli Scritti baháʼí, come i primi anni di scuola. Secondo questa prospettiva l'umanità, come un bimbo in crescita, è maturata ed ha acquisito una sua dinamica capacità di afferrare idee sempre più complesse man mano che s'è evoluta ed ha superato degli anni scolastici. Ogni volta che appare un Messaggero divino, il Messaggio divino viene trasmesso a dei livelli adeguati al grado di maturazione dell'umanità. Di conseguenza, le varie religioni possono aver offerto semplici spiegazioni della realtà in modo diverso, a seconda delle esigenze o possibilità di coloro a cui erano precipuamente destinate.

## Il patto
Il Patto nella Fede bahá'í si riferisce a due accordi vincolanti tra Dio e l'uomo. C'è un Patto Maggiore che viene fatto tra ogni Messaggero di Dio e i suoi seguaci riguardo alla Dispensazione di Dio successiva, e un Patto Minore che riguarda il successore nell'autorità all'interno della Rivelazione dopo il trapasso del Messaggero dell'epoca in corso.
L'Alleanza 'Maggiore' (Nuova ed eterna Alleanza) si riferisce all'Alleanza stipulata tra i Messaggeri, che la letteratura bahá'í chiama Manifestazioni di Dio, e i fedeli a Dio riguardo al riconoscimento e alla fedeltà all'avvento della Rivelazione susseguente. Secondo Bahá'u'lláh, Dio ha inviato e invierà ancora e sempre dei Messaggeri educanti l'umanità nei principi spirituali. Nel Credo baháʼí, questa alleanza tra Dio e l'umanità è espressa similmente a passate Sacre Scritture, e ogni Manifestazione di Dio, come Abramo, Mosè, Gesù, Maometto, Il Báb, e Bahá'u'lláh, profetizzò la susseguente Manifestazione.
Onorando il favore avuto da Dio, tutti i seguaci d'ogni Religione hanno il dovere d'indagare nel corso della loro vita l'avvento dell'Intermediario Divino consono al loro tempo.
L'alleanza minore è un'alleanza al pieno riconoscimento e promulgazione degli insegnamenti del Messaggero della propria epoca, con l'accettazione e l'applicazione dei Suoi vividi insegnamenti e leggi, anche riguardo alla leadership nella Guida all'interno della corrispondente Dispensazione.
Nella Fede baháʼí la modalità con cui, sia il Patto Maggiore che quello Minore sono stati esplicitati da Baháʼu'lláh, è ritenuta una caratteristica vivificante la Religione tutta, e un baluardo d'unità universale adatto all'umanità intera. Esso è un impegno conoscitivo e costruttivo coinvolgente tutti i credenti fedeli all'Unico Dio, Creatore dell'universo.

## Principi sociali
I seguenti principi sono spesso elencati come un rapido riassunto degli insegnamenti baháʼí. Derivano dalle trascrizioni dei discorsi pronunciati da 'Abdu'l-Bahá durante il suo viaggio in Europa e nel Nord America nel 1912.  L'elenco non è assoluto ma circola una varietà di tali elenchi.
Parità tra uomo e donna
La fede baháʼí sostiene la parità di genere, ossia che gli uomini e le donne sono uguali. Baháʼu'lláh ha osservato che non c'è differenza tra la condizione spirituale degli uomini e delle donne. 'Abdu'l-Bahá ha scritto che uomini e donne possiedono lo stesso potenziale di virtù e intelligenza e ha paragonato i due sessi e il progresso della civiltà alle ali di un uccello in cui ciascuna ala è necessaria per poter volare. In questo senso, l'uguaglianza dei sessi è vista dai baháʼí come una norma spirituale e morale essenziale per l'unificazione del pianeta e lo sviluppo dell'ordine mondiale, ed è quindi fondamentale mettere in pratica questo principio a livello individuale, familiare e nella vita di comunità.
Per quanto gli insegnamenti baháʼí affermino la piena uguaglianza spirituale e sociale delle donne rispetto agli uomini, in alcuni ambiti dell’esistenza, i generi si differenziano. Uomini e donne sono visti come dotati di forze e abilità diverse che consentono loro di ricoprire ruoli differenti. Ci sono, dunque, alcuni insegnamenti che danno la preferenza agli uomini in alcune circostanze e altri che danno la preferenza alle donne in altri campi. Uno di questi insegnamenti rientra nell’ambito della maternità: le ragazze devono avere la priorità nell'istruzione poiché potenzialmente sono le prime educatrici dei bambini. In termini di amministrazione baháʼí, tutte le posizioni sono aperte indifferentemente a uomini e donne, tranne l'appartenenza alla Casa Universale di Giustizia. Nessuna ragione specifica è stata fornita per questa eccezione, ma 'Abdu'l-Bahá ha affermato che esiste una saggezza per essa, che alla fine diverrà chiara. Indipendentemente da questo, la percentuale di donne che prestano servizio a livello nazionale nell’amministrazione della Fede supera quella della società in generale: nel 2010 la media mondiale delle donne deputate ai parlamenti era del 19%, mentre la media mondiale delle donne che prestavano servizio nelle assemblee nazionali baha'i aveva raggiunto un tasso del 39%.
Armonia tra scienza e religione
L'armonia tra scienza e religione è un principio fondamentale degli insegnamenti baháʼí. Il principio afferma che la verità è una, e quindi la vera scienza e la vera religione devono essere in armonia, rifiutando così l'idea che scienza e religione siano in conflitto. 'Abdu'l-Bahá afferma che la scienza senza religione conduce al materialismo e la religione senza scienza conduce alla superstizione; afferma, inoltre, che per comprendere le verità della religione sono necessarie capacità di ragionamento. 'Abdu'l-Bahá ha condannato le civiltà basate esclusivamente su credenze materialistiche perché, secondo lui, hanno causato problemi morali.
Istruzione obbligatoria universale
Al tema dell’educazione, nella Fede baháʼí, è dato parecchio rilievo. Negli Scritti l’istruzione è descritta come universale e obbligatoria. Gli insegnamenti baháʼí si concentrano sulla promozione di un'educazione morale e spirituale, oltre che alle arti, ai mestieri, alle scienze e alle professioni. Baháʼu'lláh scrive che le capacità etiche e morali di ogni individuo non possono essere raggiunte senza un'educazione spirituale, e quindi i bambini hanno necessità di ricevere un'educazione spirituale e religiosa sin dai primi anni. Ha anche sottolineato la grande importanza dell'educazione secolare in quanto il proprio lavoro e la propria vocazione sono socialmente importanti. Gli insegnamenti baháʼí affermano, inoltre, che è dovere dei genitori provvedere all'educazione dei loro figli e che deve essere attribuita un'importanza speciale all'educazione delle ragazze.
Lingua ausiliaria universale
Nell'ottica dell'unità del genere umano, gli insegnamenti baháʼí auspicano una migliore comunicazione tra i popoli di tutto il mondo, come una parte vitale dell'unità e della pace mondiale. Gli insegnamenti baháʼí considerano l'attuale molteplicità delle lingue, oltre che una ricchezza culturale, anche un ostacolo all'unità, poiché la mancanza di una lingua comune interrompe un migliore flusso di informazioni e rende complicato per gli individui ottenere una prospettiva diretta e universale sugli eventi mondiali.
Baháʼu'lláh insegna che la mancanza di una lingua condivisa è una delle principali barriere all'unità del mondo poiché la mancanza di comunicazione tra popoli che parlano lingue diverse è causa di incomprensioni che minano gli sforzi verso la pace; ha esortato l'umanità a scegliere una lingua ausiliaria da insegnare nelle scuole oltre alla propria lingua madre, in modo che le persone possano comprendersi. Ha affermato che fino a che non verrà adottata una lingua ausiliaria, la completa unità tra le varie parti del mondo non sarà pienamente realizzata.
Tuttavia, Baháʼu’lláh ha sottolineato che la lingua ausiliaria non sostituirà le lingue naturali esistenti e che, al riguardo, il concetto di unità nella diversità dovrà essere applicato. Gli insegnamenti baháʼí affermano che la diversità culturale è compatibile con il principio baháʼí dell'unità del genere umano e che in questo momento storico il principio dell'unità richiede l’accettazione della diversità culturale poiché l'umanità è arricchita dalle diverse culture di tutto il mondo. Gli insegnamenti baháʼí affermano, inoltre, che l’istituzione di una lingua ausiliaria internazionale eliminerebbe la pressione dei gruppi linguistici maggioritari sui gruppi linguistici minori preservando così questi ultimi: ogni persona manterrebbe la propria lingua madre, e quindi la propria cultura.
Eliminazione degli estremi di ricchezza e povertà
Gli insegnamenti della Fede baháʼí affermano che è necessario eliminare gli estremi di ricchezza e di povertà. 'Abdu'l-Bahá fa notare che sia la povertà che l'estrema ricchezza non sono consentite in una società compassionevole: la povertà demoralizza le persone e la ricchezza estrema le sovraccarica. Baháʼu'lláh scrive che i ricchi dovrebbero prendersi cura dei poveri, poiché i poveri ci sono affidati da Dio. Gli insegnamenti baháʼí indicano molteplici soluzioni per risolvere il problema degli estremi di ricchezza e di povertà, tra cui un mezzo istituzionale baha'i, come l’Huqúqu'lláh, o lo sviluppo di un esteso sentimento per il benessere altrui.[48]
Sebbene gli insegnamenti baháʼí promuovano l'eliminazione degli estremi di ricchezza e povertà, non sostengono però il comunismo e legittimano invece la proprietà individuale.[48] 'Abdu'l-Bahá fa notare, inoltre, che la ricchezza non è moralmente riprovevole di per sé, ma che può essere anche utilizzata per scopi benefici.

## Libera e indipendente ricerca della verità
Baháʼu'lláh insegna che ogni individuo deve ricercare la verità per proprio conto, non seguire ciecamente le credenze altrui o dare credito a delle superstizioni o basarsi sulla tradizione, come fonti di conoscenza. Questo principio è un obbligo perenne per i bahá'í. Gli scritti baháʼí affermano che, per ricercare la verità, dobbiamo abbandonare i nostri pregiudizi e che, poiché la Verità essenziale che sta alla base della realtà è una, l'indagine indipendente è anche un potente passo verso l'unità dell'umanità.
Riguardo al fatto che l'uso della ragione sia o meno uno strumento valido per l'indagine indipendente della verità, lo studioso bahá'í Ian Kluge sostiene che la religione prescrive una forma di "razionalismo moderato". Descrive la sua interpretazione degli insegnamenti bahá'í, scrivendo che "la ragione può dirci alcune cose ma non altre; ha la capacità di fornire una certa conoscenza ma ha anche dei limiti". Riassume il concetto con la frase "la ragione è necessaria ma non sufficiente". 'Abdu'l-Bahá scrive che la ragione e le forze dell’intelletto sono <<rafforzate nelle vere conclusioni e nella conoscenza perfetta solo se combinate con l'illuminazione dello Spirito Santo>> (La promulgazione della pace universale - 17 aprile 1912
I baháʼí sono incoraggiati a meditare e riflettere quotidianamente sugli scritti baháʼí in quello che è stato definito "un processo eterno o illimitato" di ricerca della verità. Shoghi Effendi afferma che Bahá'u'lláh "non ci chiede di seguirLo ciecamente" e incoraggia i baháʼí a "leggere le Sue parole, considerare i Suoi insegnamenti e misurarne il valore alla luce dei problemi contemporanei". 'Abdu'l-Bahá sottolinea inoltre che «Dio ci ha dato, a questo scopo, menti razionali per comprendere tutte le cose, per trovare la verità».
Wolfgang Klebel sottolinea l’importanza dell'armonia tra intelletto e cuore nella sua interpretazione degli insegnamenti, scrivendo che "chiaramente abbiamo bisogno di entrambi, un cuore puro e una mente chiara”: se il cuore non è puro, può "contaminare la ragione o addirittura pervertirla». Un'enfasi speciale è data al cuore negli scritti baha'i sulla ricerca indipendente. Gli scritti baháʼí chiedono spesso al ricercatore della verità “pondera ciò in cuor tuo" (Spigolature dagli scritti di Bahá’u'llah - XXXII) e 'Abdu'l-Bahá scrive: "Possano i vostri cuori diventare nitidi e puri come specchi tersi, nei quali si rifletta la piena gloria del Sole della Verità”. Il cuore è anche visto come l'arena dove le apparenti contraddizioni vengono risolte. Il Báb scrive che "Ciò che è al di là di questi due estremi, che è la Via di Mezzo... non può essere compreso da niente tranne il cuore. Dio ha creato il cuore per comprendere la Sua unità e trascendenza, ed è attraverso il cuore che l'Unità Divina può essere testimoniata a livello di azione”. Mentre alcuni ritengono che vi sia opposizione tra cuore e mente, o fede e ragione, i baháʼí credono che si tratti di improprie dicotomie basate su descrizioni inadeguate sia della fede che della ragione. Ad esempio, Bahá'u'lláh ridefinisce la fede affermando che "Essenza della Fede è sobrietà di parole e copiosità di azioni" e 'Abdu'l-Bahá commenta inoltre che "Caposaldo della fede è la sincerità. Cioè un individuo religioso deve dimenticare i propri desideri e cercare di servire l’interesse pubblico in ogni modo possibile e con massimo impegno (Il segreto della civiltà divina - pg.31). 'Abdu'l-Bahá scrive anche che: “Se la religione si oppone alla ragione e alla scienza,  è impossibile aver fede.  E quando nel cuore non ci sono la fede e la fiducia nella religione divina,  non ci possono essere conquiste spirituali
All'età di quindici anni, i ragazzi allevati in una famiglia baháʼí sono invitati a indagare sulle diverse tradizioni religiose e sono liberi di scegliere se vogliono rimanere o meno baháʼí. Ai bahá'í è fatto divieto di avere rapporti e comunicare con i violatori del Patto e sono scoraggiati dal leggere i loro scritti malevoli. Inoltre, quando i bahá'í pubblicano dei loro lavori indipendenti che siano specifici sulla Fede baha'i, l'amministrazione bahá'í richiede loro di sottoporre quei testi ad un'autorevole revisione bahá’í, per cui in tal caso, essi presentano il materiale baháʼí affinché venga verificato prima che sia pubblicato per garantirne la credibilità sotto l’aspetto spirituale e amministrativo, una pratica che è stata criticata da Juan Cole.

## Insegnamenti spirituali
Ulteriori informazioni: Dio nella Fede baháʼí. Fede baháʼí su vita dopo la morte e cosmologia baháʼí.
Gli scritti bahá'í contengono molti riferimenti a qualità e valori spirituali che gli individui dovrebbero sforzarsi di sviluppare. Gli elementi del buon carattere comprendono, tra gli altri, l'affidabilità, l’onestà, la fedeltà, la sincerità, la purezza d'intenti, il servizio, la giustizia, la moderazione, la pulizia, la dignità e il rifuggire la calunnia; virtù equilibrate dalla ragione, dal cuore e dalla conoscenza.
Gli scritti bahai descrivono Dio come un Dio unico, personale, inaccessibile, Onnisciente, Onnipresente, Eterno e Onnipotente, il Creatore di tutte le cose nell'universo. L'esistenza di Dio e della Sua creazione, seppur realtà separate, sono considerati eterni: seppur dinamica, essendo "Creatore" un attributo coeterno a Dio, la Sua creazione non ha inizio né fine. Gli insegnamenti baháʼí affermano che Dio è troppo grande perché gli esseri umani lo possano comprendere o farsene un'idea accurata da soli. Pertanto, una comprensione umana di Dio s'ottiene attraverso la rivelazione delle sue Manifestazioni. Nella religione baháʼí si fa spesso riferimento a Dio con titoli e attributi (ad esempio l'Onnipotente, l'Amoroso...) e c'è un'enfasi sostanziale sul monoteismo, cioè un'Entità unica a Cui si attribuiscono tutte le perfezioni. Gli insegnamenti baháʼí affermano che gli attributi riferiti a Dio sono usati per avere un senso della Divinità in termini umani e anche per aiutare gli individui a concentrarsi su quegli attributi nell'adorare Dio, ciò per sviluppare delle potenzialità nel singolo percorso spirituale. Secondo gli insegnamenti baháʼí, un importante scopo umano è imparare a conoscere e amare Dio attraverso la preghiera, la riflessione e il servizio all'umanità.
Gli scritti baháʼí affermano che gli esseri umani hanno un"anima razionale" e che ciò fornisce all'uomo una propria capacità di riconoscere l'elevatezza di Dio relazionando così l'umanità col suo creatore. Ogni essere umano ha il dovere e il beneficio di riconoscere Dio attraverso i suoi messaggeri e di conformarsi ai loro insegnamenti Gli scritti baháʼí affermano che attraverso il riconoscimento del Messaggero della propria epoca e l'obbedienza ai suoi insegnamenti, come: il servizio all’umanità, la regolare preghiera, le azioni spirituali..., l'anima s'avvicina a Dio che è l'ideale superlativo nella fede baháʼí. Quando un essere umano muore, l'anima passa in un altro mondo, dove quanto di etico o spirituale ha vissuto nel mondo fisico diventa la base nel processo d'avanzamento nel mondo spirituale. I baháʼí credono nella vita eterna dell'anima ma non nella reincarnazione. Si insegna che il paradiso e l'inferno sono degli stati spirituali di vicinanza o distanza da Dio, e alle Sue perfezioni, sia in questo mondo che nell'altro, e non luoghi fisici di ricompensa o punizione che sopravvengono dopo la morte.

## Organizzazione
"Amministrazione baháʼí" o anche "Ordine amministrativo baháʼí" è il sistema gestionale della Fede che si basa direttamente sugli insegnamenti scritti dalle figure centrali della Fede baha'i, in particolare Baháʼu'lláh e ‘Abdu'l-Bahá. L’Ordine amministrativo è diviso in due parti o rami, il Ramo eletto e il Ramo nominato. L'istituzione suprema eletta nella Fede baháʼí è la Casa Universale di Giustizia, situata ad Haifa, in Israele.
L'amministrazione baháʼí ha quattro fondamentali Riferimenti Scritturali.
- Kitáb-i-Aqdas
- Tavole del Piano Divino[63]
- Tavola del Carmelo[64]
- Volontà e testamento di 'Abdu'l-Bahá

## La consultazione come processo per la risoluzione dei conflitti
Il perno utilizzato da ogni Istituzione baháʼí è il principio della consultazione. Ciò si riferisce al metodo di dialogo o processo decisionale non conflittuale che è insegnato dagli Scritti baháʼí e che è utilizzato a tutti i livelli dell'amministrazione baháʼí. La consultazione, oltre ad essere un processo decisionale che esprime una delibera, o un riferimento istituzionale unanime o maggioritario che sia, tende a scoprire la verità o perlomeno la soluzione ideale, nel tema trattato, attraverso la completa e sincera partecipazione, cooperando, a un'analisi serena e coordinata tra i partecipanti.